# 石原愼一郎
石原 愼一郎（いしはら しんいちろう、1959年9月18日 - ）は、日本のハードロックバンド・EARTHSHAKERのギタリスト、作曲家、音楽プロデューサーである。大阪府出身。ニックネームは「SHARA（シャラ）」。血液型はO型。

## 経歴
- 1975年、上宮高校入学、軽音楽クラブに入る。同級生であった二井原実らとハードロックバンド、EARTHSHAKER（アースシェイカー）を結成。
- 1983年、何度かのメンバーチェンジを経て、EARTHSHAKERがキングレコードよりメジャーデビュー（EARTHSHAKER関連についてはEARTHSHAKERの項目参照）。
- 1993年、EARTHSHAKER、解散（正式な解散宣言は、翌1994年）。
- 1994年、二井原実（Vo）、樋口宗孝（Dr）、寺沢功一（b）と共にSLY（スライ）を結成（SLY関連についてはSLYの項目参照）。
- 1998年、所属していたレーベル（イーストウエスト・ジャパン→現ワーナーミュージック・ジャパン）からの契約解除に伴い、SLYが活動停止状態となる。
- 1999年、京都のライブハウス、「磔磔」25周年記念イベントにEARTHSHAKERとして参加。これを機に、EARTHSHAKERの再結成を宣言。活動を再開する。
- 2009年、自身のギターソロプロジェクト「Mintmints」を発足させる。メンバーは五十嵐美貴（g、SHOW-YA）、寺沢功一（b、RIDER CHIPS）、向山テツ（dr、FOLKROCKS・天月等）（Mintmints関連についてはMintmintsの項目参照）。
- 2013年、自身初となるソロアルバム、『SHARA』（キングレコード）をリリース。
- 2023年10月29日、ライブハウス『バハマ』生誕60周年記念イベント『JAPAN HEAVY METAL FANTASY 2023【BAHAMA STILLALIVE 1963-2023】』（会場：大阪・GORILLA HALL OSAKA）のオーガナイザーを務める。このイベントには、EARTHSHAKERをはじめ、PRESENCE、44MAGNUM、Gargoyle、MARINO feat. YOSUKE MIYAKEのライブハウス『バハマ』と所縁のある5バンドが参加した[1]。

## ディスコグラフィ
- SHARA （2013年　キングレコード　KICS-1908）

自身のニックネームである「SHARA」名義。

## バンド歴
- EARTHSHAKER
- SLY
- Mintmints
- punish